# مارک دیویس (پویانما)
مارک فریزر دیویس (انگلیسی: Marc Davis؛ ۳۰ مارس ۱۹۱۳ – ۱۲ ژانویهٔ ۲۰۰۰) یک هنرمند و پویانما اهل ایالات متحده آمریکا در استودیوی انیمیشن سازی والت دیزنی بود. او یکی از نه پیرمرد دیزنی، از انیماتورهای مشهور اصلی فیلم‌های انیمیشن دیزنی بود و به دلیل دانش و درک زیبایی شناسی بصری مورد احترام بود.